# Sacubitril/valsartana
Sacubitril/valsartana, vendido sob a marca Entresto entre outras, é um medicamento combinado usado para insuficiência cardíaca com fração de ejeção reduzida. Pode ser usado para substituir um inibidor da ECA ou um bloqueador do receptor da angiotensina. É tomado por via oral.
Os efeitos colaterais comuns incluem pressão arterial baixa, tosse, problemas renais e níveis elevados de potássio. Outros efeitos colaterais podem incluir angioedema. O uso durante a gravidez pode prejudicar o bebê. Ele contém sacubitril, um inibidor da neprilisina, e valsartana, um bloqueador do receptor da angiotensina. A combinação é algumas vezes conhecida como "inibidor do receptor de angiotensina-neprilisina" ou "ARNi", do inglês: angiotensin receptor-neprilysin inhibitor).
Sacubitril/valsartana foi aprovado para uso médico nos Estados Unidos e na Europa em 2015. Foi aprovado na Austrália em 2016. Nos Estados Unidos, custava cerca de 575 dólares por mês em 2021. Este montante no Reino Unido custa ao NHS cerca de 92 libras.

### Fração de ejeção normal
Sacubitril/valsartana pode ser usado no lugar de um inibidor da ECA ou de um bloqueador do receptor da angiotensina isoladamente em pessoas com insuficiência cardíaca e fração de ejeção do ventrículo esquerdo (FEVE) reduzida, juntamente com outras terapias padrão (por exemplo, betabloqueadores ) para insuficiência cardíaca.
Pessoas que apresentam sintomas de insuficiência cardíaca NYHA Classe II ou III e ainda são sintomáticas apesar da dose máxima tolerada de um inibidor da ECA ou BRA sozinho, podem ser consideradas para terapia dupla com sacubitril/valsartana para diminuir o risco de mortalidade cardiovascular, bem como por outras causas. Os benefícios em termos de mortalidade só foram observados em doentes com FEVE inferior a 35%. Na prática, a mudança de medicamento em 100 pessoas de um inibidor da ECA ou antagonista do receptor da angiotensina II para sacubitril/valsartana durante 2,3 anos evitaria três mortes, cinco hospitalizações por insuficiência cardíaca e onze hospitalizações no total.

### Fração de ejeção reduzida
Em pacientes com insuficiência cardíaca com FEVE preservada (ICFEp), uma FEVE de 45% ou mais, não foi possível reduzir a hospitalização relacionada à insuficiência cardíaca ou a morte por causas cardiovasculares. Uma revisão Cochrane sobre o uso em pacientes com fração de ejeção preservada descobriu que também faltam evidências para apoiar o uso de inibidores da ECA, BRAs ou ARNIs em pessoas com ICFEp, e que a principal medicação para ICFEp continua sendo o tratamento de comorbidades, como pressão alta ou outros gatilhos para descompensação.

### Dosagem
Geralmente é iniciado com 24/26 mg duas vezes ao dia e pode ser aumentado até 97/103 mg duas vezes ao dia.

## Efeitos colaterais
Os efeitos colaterais comuns [>1%] incluem hipercalemia (níveis elevados de potássio no sangue, um efeito colateral conhecido do Valsartan), hipotensão (pressão arterial baixa, comum em vasodilatadores e redutores do volume do fluido extracelular), tosse seca persistente e insuficiência renal.
Angioedema, uma reação rara, mas mais grave, pode ocorrer em alguns pacientes [<1%] e envolve inchaço da face e dos lábios. O angioedema é mais comum em pacientes negros. Sacubitril/Valsartan não deve ser tomado dentro de 36 horas após o uso de um inibidor da enzima de conversão da angiotensina para reduzir o risco de desenvolver angioedema.
O perfil de efeitos colaterais em ensaios de sacubitril/valsartan comparado ao valsartan sozinho ou enalapril (um inibidor da enzima de conversão da angiotensina) é muito semelhante, com a incidência de hipotensão ligeiramente maior em sacubitril/valsartan. O risco comparável para angioedema e a chance de hipercalemia, insuficiência renal e tosse são ligeiramente menores.
Sacubitril/valsartana é contraindicado na gravidez porque contém valsartana, que sabidamente eleva o risco de defeitos congênitos.

## Farmacologia
O valsartan bloqueia o receptor de angiotensina II tipo 1 (AT1). Este receptor é encontrado tanto nas células musculares lisas de vasos sanguíneos quanto nas células da zona glomerulosa da glândula adrenal, que são responsáveis pela secreção de aldosterona. Na ausência do bloqueio AT1, a angiotensina causa vasoconstrição direta e secreção de aldosterona adrenal. A aldosterona, então, age nas células tubulares distais do rim para promover a reabsorção de sódio, o que expande o volume do líquido extracelular (LEC). O bloqueio de (AT1) causa dilatação dos vasos sanguíneos e redução do volume do LEC.
Sacubitril é um pró-fármaco que é ativado para sacubitrilato (LBQ657) por desetilação via esterases. O sacubitrilato inibe a enzima neprilisina, uma endopeptidase neutra que degrada peptídeos vasoativos, incluindo peptídeos natriuréticos, bradicinina e adrenomedulina. Assim, o sacubitril aumenta os níveis desses peptídeos, causando dilatação dos vasos sanguíneos e redução do volume do LEC via excreção de sódio.
Apesar destas ações, verificou-se que os inibidores da neprilisina têm eficácia limitada no tratamento da hipertensão e da insuficiência cardíaca quando tomados isoladamente. Isso é atribuído à redução da degradação enzimática da angiotensina II pela redução da atividade da neprilisina, o que resulta no aumento dos níveis sistêmicos de angiotensina II e na negação dos efeitos positivos dessa família de medicamentos no tratamento de doenças cardiovasculares. O tratamento combinado com um inibidor da neprilisina e um inibidor da enzima de conversão da angiotensina (ECA) demonstrou ser eficaz na redução dos níveis de angiotensina II e demonstrou superioridade na redução da pressão arterial em comparação com a inibição da ECA isoladamente. No entanto, devido ao aumento das bradicininas pela inibição da ECA e da neprilisina, houve um aumento de três vezes no risco relativo de angioedema em comparação com a inibição da ECA sozinha após este tratamento combinado. A combinação de um inibidor da neprilisina com um bloqueador do receptor da angiotensina em vez do inibidor da ECA demonstrou ter um risco comparável de angioedema, ao mesmo tempo que demonstrou superioridade no tratamento da insuficiência cardíaca moderada a grave em relação ao tratamento com inibidor da ECA.
A neprilisina também desempenha um papel na eliminação da proteína beta amiloide do líquido cefalorraquidiano, e sua inibição pelo sacubitril demonstrou níveis aumentados de AB 1-38 em indivíduos saudáveis (Entresto 194/206 por duas semanas). Considera-se que o beta amilóide contribui para o desenvolvimento da doença de Alzheimer e existem preocupações de que o sacubitril possa promover o desenvolvimento da doença de Alzheimer.

## Química
Sacubitril/valsartana é sacubitril e valsartana cocristalizados, em uma proporção molar de um para um. Um complexo sacubitril/valsartana consiste em seis ânions sacubitril, seis dianions valsartana, 18 cátions sódio e 15 moléculas de água, resultando na fórmula molecular C 288 H 330 N 36 Na 18 O 48 ·15H 2 O e uma massa molecular de 5748,03 g/mol.
A substância é um pó branco constituído por finas placas hexagonais. É estável na forma sólida, bem como em solução aquosa (água) com um pH de 5 a 7 e tem um ponto de fusão de cerca de 138 °C (280 °F).

## História
Durante seu desenvolvimento pela Novartis, o Entresto era conhecido como LCZ696. Foi aprovado no processo de revisão prioritária da FDA em 7 de julho de 2015. Foi também aprovado na Europa em 2015.

## Sociedade e cultura

### Desenho do ensaio
Houve controvérsia sobre o estudo PARADIGM-HF, o estudo de Fase III com base no qual o medicamento foi aprovado pelo Food and Drug Administration (FDA). Por exemplo, tanto Richard Lehman, um médico que escreve uma revisão semanal de artigos médicos importantes para o BMJ Blog, como um relatório de dezembro de 2015 do Institute for Clinical and Economic Review (ICER) descobriram que a relação risco-benefício não foi adequadamente determinada porque o desenho do ensaio clínico era demasiado artificial e não refletia as pessoas com insuficiência cardíaca que os médicos normalmente encontram. Em 2019, os ensaios PIONEER-HF e PARAGON-HF estudaram o efeito do sacubitril/valsartan em 800 pacientes recentemente hospitalizados com insuficiência cardíaca grave e 4800 pacientes com sintomas menos graves de insuficiência cardíaca, respectivamente. O medicamento demonstrou consistentemente níveis semelhantes de segurança, com taxas mais elevadas de pressão arterial muito baixa, em comparação com os tratamentos atuais em todos os três ensaios em vários pacientes, no entanto, só demonstrou eficácia naqueles com insuficiência cardíaca mais avançada. Em dezembro de 2015, Steven Nissen e outros estudiosos em cardiologia disseram que a aprovação do sacubitril/valsartan teve o maior impacto na prática clínica em cardiologia em 2015, e Nissen chamou o medicamento de "uma abordagem verdadeiramente inovadora".
Uma revisão de 2015 afirmou que o sacubitril/valsartan representa "um avanço no tratamento crônico da insuficiência cardíaca com fração de ejeção reduzida", mas que o sucesso clínico generalizado com o medicamento exigirá cuidado ao usá-lo em pacientes apropriados, especificamente aqueles com características semelhantes às da população do ensaio clínico. Outra revisão de 2015 chamou as reduções na mortalidade e hospitalização conferidas pelo sacubitril/valsartana de "impressionantes", mas observou que seus efeitos em pessoas com insuficiência cardíaca, hipertensão, diabetes, doença renal crônica e idosos precisavam ser avaliados mais detalhadamente.

### Economia
O custo de atacado para o Serviço Nacional de Saúde (NHS) no Reino Unido é de aproximadamente 1200 libras por pessoa por ano a partir de 2017. O custo de atacado nos Estados Unidos é 4560 dólares por ano Desde 2015. Medicamentos genéricos de classe semelhante sem sacubitril, como o valsartan sozinho, custam aproximadamente 48 dólares por ano. Uma análise financiada pela indústria encontrou um custo de 45 017 dólares por ano de vida ajustado pela qualidade (QALY).

## Ensaios clínicos
O ensaio PARADIGM-HF (no qual Milton Packer foi um dos principais investigadores) comparou o tratamento com sacubitril/valsartana ao tratamento com enalapril. Pessoas com insuficiência cardíaca e FEVE reduzida (10.513) foram tratadas sequencialmente em curto prazo com enalapril e depois com sacubitril/valsartana. Aqueles que foram capazes de tolerar ambos os regimes (8.442, 80%) foram aleatoriamente designados para tratamento de longo prazo com enalapril ou sacubitril/valsartana. Os participantes eram principalmente brancos (66%), homens (78%), de meia-idade (mediana 63,8 +/- 11 anos) com insuficiência cardíaca em estágio II (71,6%) ou III (23,1%) da NYHA.
O estudo foi interrompido precocemente após uma análise provisória pré-especificada revelar uma redução no desfecho primário de morte cardiovascular ou insuficiência cardíaca no grupo sacubitril/valsartana em relação àqueles tratados com enalapril. Tomadas individualmente, as reduções na morte cardiovascular e nas hospitalizações por insuficiência cardíaca mantiveram significância estatística. Em relação ao enalapril, o sacubitril/valsartan proporcionou reduções em
- desfecho composto de morte cardiovascular ou hospitalização por insuficiência cardíaca (incidência de 21,8% vs 26,5%)
- morte cardiovascular (incidência 13,3% vs 16,5%)
- primeira hospitalização por agravamento da insuficiência cardíaca (incidência 12,8% vs 15,6%) e
- mortalidade por todas as causas (incidência 17,0% vs 19,8%)

As limitações do estudo incluem pouca experiência com o início da terapia em pacientes hospitalizados e naqueles com sintomas de insuficiência cardíaca classe IV da NYHA. Além disso, o estudo comparou uma dose máxima de valsartan (mais sacubitril) com uma dose submáxima de enalapril e, portanto, não foi diretamente comparável com o uso padrão-ouro atual de inibidores da ECA na insuficiência cardíaca, diminuindo a validade dos resultados do estudo.